# داركو لازيتش
داركو لازيتش (بالصربية: Дарко Лазић)‏ هو لاعب كرة قدم صربي في مركز الدفاع، ولد في 19 يوليو 1994 في Smederevska Palanka ‏ في صربيا. شارك مع منتخب صربيا تحت 17 سنة لكرة القدم ومنتخب صربيا تحت 19 سنة لكرة القدم ومنتخب صربيا تحت 21 سنة لكرة القدم. أما مع النوادي، فقد لعب مع أنجي محج قلعة والنجم الأحمر بلغراد وسبارتاك سوبتيتسا.

## وصلات خارجية
- داركو لازيتش على موقع قاعدة بيانات كرة القدم.إي يو (الإنجليزية)
- داركو لازيتش على موقع Soccerway.com (الإنجليزية)
- داركو لازيتش على موقع عالم كرة القدم.نت (الإنجليزية)